# Tumbling Dice
Tumbling Dice è un brano musicale della rock band dei Rolling Stones; opera di Mick Jagger e Keith Richards,
contenuto nell'album Exile on Main St. del 1972. La canzone venne pubblicata come primo singolo estratto dal disco e raggiunse la posizione numero 7 in classifica negli Stati Uniti e la numero 5 in Gran Bretagna.

## Il brano
Il testo del brano racconta la storia di un giocatore d'azzardo incapace di restare fedele ad una sola donna per volta. Del brano sono state fatte molteplici cover da vari artisti in differenti stili come il reggae, il bluegrass, e il noise rock. Una reinterpretazione della canzone ad opera di Linda Ronstadt ebbe particolarmente successo nel 1978.
Nel 2004, la canzone è stata inserita alla posizione numero 424 nella "lista delle 500 migliori canzoni di sempre" redatta dalla rivista Rolling Stone.

### Registrazione
Il titolo provvisorio del brano era Good Time Woman, e venne provato durante le sessioni di registrazione dell'album Sticky Fingers. A questo stadio, la canzone era ancora un boogie-woogie blueseggiante con in evidenza il pianoforte suonato da Ian Stewart. Il brano venne ripreso durante le sessioni nella cantina di Villa Nellcôte, a Villefranche-sur-Mer, in Francia. Il gruppo stava provando i brani per Exile on Main St., e Richards decise di rielaborare la canzone, con un nuovo testo ispirato alla passione per il gioco d'azzardo di alcuni suoi amici, per includerla sul disco in uscita. Sia Charlie Watts che il produttore Jimmy Miller suonano entrambi la batteria nella versione finale della canzone che venne pubblicata. La traccia base venne registrata il 3 agosto 1971. Mick Taylor, suona il basso nella traccia, perché il bassista titolare della band, Bill Wyman, non era presente in studio la sera della registrazione.
Il singolo (Lato B: Sweet Black Angel) venne pubblicato il 14 aprile 1972. Fu il ventitreesimo singolo dei Rolling Stones in America e il loro diciassettesimo nel Regno Unito.

## Formazione
- Mick Jagger - voce, chitarra ritmica
- Keith Richards - chitarra solista, cori
- Mick Taylor - basso
- Charlie Watts - batteria

Altri musicisti
- Jimmy Miller - batteria (all'inizio e alla fine del brano)
- Nicky Hopkins - pianoforte
- Bobby Keys - sassofono
- Jim Price - tromba
- Keith Richards, Clydie King, Vanetta Fields - cori

## Cover
- Linda Ronstadt ebbe un successo da top 40 con la sua versione di Tumbling Dice pubblicata nel 1977.
- I Pussy Galore nella loro rilettura completa di tutti i brani di Exile on Main St.
- La band punk rock statunitense The Gaslight Anthem su singolo nel novembre 2010.
- I Phish come parte della loro rilettura completa dell'album Exile on Main Street durante il concerto di Halloween del 2009.
- Andrea Re sull'album Exile on Blues Street.
- Gli Honeywell nell'album tributo Paint It Blue: A Bluegrass Tribute to the Rolling Stones.
- Owen Gray in versione reggae su singolo nel 1972.
- I God Mountain nell'album tributo agli Stones As Tears Go By.
- I Molly Hatchet nell'album Kingdom of XII.
- Jill Johnson e Kim Carnes registrarono il brano in duetto, sul disco di Jill Johnson del 2007 Music Row.
- I Bon Jovi la suonano spesso dal vivo durante i concerti. Una versione live è inclusa nella special edition del loro album These Days.